# Jezioro Zygmunta Augusta
Der Jezioro Zygmunta Augusta (deutsch Sigismund-August-See), auch Jezioro Czechowskie (Czechowiznaer See) ist ein Stausee in der polnischen Woiwodschaft Podlachien. Am südwestlichen Ufer des Sees liegt das Dorf Czechowizna, die nächste Stadt ist Knyszyn, die etwa vier Kilometer südlich liegt. Der See hat eine Fläche von 440 bis 500 Hektar. Er wurde um 1559 angelegt und ist damit einer der ältesten künstlichen Seen Polens. Der Grund für die Anlage ist nicht bekannt. Nach einer Legende wurde der See vom Teufel auf Geheiß des Zauberers Pan Twardowski angelegt.
Der See wird zur Zucht von Karpfen genutzt.